# أميرة حبي أنا (فلم)
أميرة حبي أنا فيلم مصري إنتاج عام 1974م، بطولة سعاد حسني، حسين فهمي، سمير غانم، كريمة مختار، عماد حمدي. تدور أحداث الفيلم حول عادل نجيب الذي يعمل في شركة ومتزوج من أماني ابنة رئيس الشركة. يقع عادل في حب فتاة اسمها «أميرة» تعمل في نفس الشركة، وتستمر أحداث الفيلم بالتصاعد بعد أن يعرف والد نبيلة بعلاقة أميرة وعادل.

## روابط خارجية
- مقالات تستعمل روابط فنية بلا صلة مع ويكي بيانات